# Die 13 Monate
Die 13 Monate ist ein Gedichtzyklus von Erich Kästner, der 1955 erschien. Er ist Kästners letzter Gedichtband.

## Inhalt
Die Sammlung besteht aus dreizehn Gedichten von unterschiedlicher Länge und in unterschiedlichem Versmaß. Die ersten zwölf behandeln je einen Monat in der Reihenfolge des Kalenders. In vielen tritt der besungene Monat selbst in personifizierter Form auf. In jedem Gedicht preist Kästner die Schönheit, aber auch die melancholischen Seiten der jeweiligen Jahreszeit. Häufig wird das Thema des unweigerlichen Vergehens der Zeit aufgegriffen. Das Gedicht Der Januar beginnt mit der Beschreibung des Jahres als neugeborenes Kind. Durch das ganze Werk zieht sich das Motiv des Älterwerdens des Jahres, bis es in Der Dezember schließlich alt ist und sich auf den Abschied vorbereitet.
Das letzte Gedicht Der dreizehnte Monat beschreibt einen fiktiven „Schaltmonat“, der aus dem Besten aus allen anderen Monaten besteht. Am Ende gelangt Kästner zu der Einsicht, dass es einen solchen Monat nicht geben kann, und schließt mit den Worten:

„Es tickt die Zeit. Das Jahr dreht sich im Kreise.
 Und werden kann nur, was schon immer war.
 Geduld, mein Herz. Im Kreise geht die Reise.
 Und dem Dezember folgt der Januar.“

Die 13 Monate gilt als eins der romantischsten und idyllischsten Werke Erich Kästners, das bezeichnend für seine späte Schaffenszeit ist. Kästner selbst erklärte im Vorwort, er schreibe die Gedichte als „ein Großstädter für Großstädter“, der sich auf die Schönheit des Kreislaufs der Jahreszeiten und der Natur besinnen wolle.

## Veröffentlichungsgeschichte
Kästner schrieb die ersten zwölf der Gedichte ursprünglich im Auftrag der Schweizer Illustrierten Zeitung, in der sie zwischen dem 30. Dezember 1952 und dem 7. Dezember 1953 als monatliche Serie erschienen. Das Gedicht zum dreizehnten Monat schrieb Kästner erst 1954. Um dieselbe Zeit verfasste er das Vorwort für die Buchausgabe. Das Buch erschien 1955 im Atrium Verlag mit Illustrationen von Richard Seewald. Zahlreiche weitere Auflagen erschienen im selben Verlag mit Illustrationen von Hans Traxler, Erhard Göttlicher und Walter Trier und im Deutschen Taschenbuch Verlag mit Zeichnungen von Celestino Piatti.

## Vertonungen und Verfilmungen

### Musikalische Bearbeitungen
- Der Komponist Edmund Nick, der mit Erich Kästner befreundet war, vertonte die Gedichte 1969 zu einem Chanson-Zyklus. 2009 wurde er erstmals auf CD eingespielt mit Ulrich Schütte als Bassbariton und Gerold Huber am Klavier. Die Aufnahme erschien beim Label duo-phon-records. Im Mai 2011 führten Ulrich Schütte und Gerold Huber diese Vertonung im Rahmen einer Tournee auf, unter anderem in Dresden und Berlin.
- Alfred Huth komponierte 1970 ein Chorwerk für Sprecher, gemischten Chor und Klavier auf der Basis der dreizehn Gedichte.
- 1980 schrieb Georg Goebel das Chorwerk Die 13 Monate für vierstimmigen gemischten A-cappella-Chor.
- Manfred Schmitz vertonte Die 13 Monate zu einem Liederzyklus, der von Gisela May gesungen wurde und 1983 als Schallplatte erschien.
- Eine Vertonung des Gedichts Der dreizehnte Monat veröffentlichte Rolf Zuckowski 1996 auf seinem Album Stille Nächte – Helles Licht.
- Jerzy Husar brachte 2002 seine Vertonung der 13 Monate mit Schülern seines Musikseminars im Opernhaus Wuppertal zur Aufführung.
- Die österreichische Mundartband Darwin übertrug das Gedicht Der Dezember in die Lustenauer Mundart und vertonte es für ihr Album Flügl (Zytglogge 2007).
- Der Komponist Wolfgang-Andreas Schultz vertonte die Gedichte in den Jahren 2009–2015 für eine mittlere bis hohe Gesangsstimme und Klavierbegleitung.
- Vladimir Romanov vertonte 2016 das Gedicht Der Dezember für gemischten Chor, Mezzosopran, Violine und Orgel.

### Film
- Eine 30-minütige Fernsehproduktion von Dietrich Haugk mit der Musik von Edmund Nick, in der Elisabeth Flickenschildt, Max Mairich, Louise Martini, Walter Giller, Christoph Bantzer, Sabine Sinjen, Herbert Mensching, Hanne Wieder, Herbert Bötticher, Charles Regnier, Tilla Durieux, Kurt Horwitz und Joachim Teege jeweils einen Monat vortragen, wurde am 1. Januar 1970 im ZDF erstausgestrahlt.[2]

### Hörbücher
- Heinz Rühmann nahm eine Hörbuchfassung auf, die 1989 erschien.
- Eine musikalische Lesung von Martin Seidler mit Klavierbegleitung von Peter Grabinger erschien 2010.